# Iglesia de los santos Sergio y Baco (El Cairo)
La iglesia de los santos Sergio y Baco (árabe: كنيسة القديس ابو سرجه) es una de las iglesias más antiguas de Egipto, situada en el Viejo Cairo y datada al siglo IV o V. De acuerdo con la Tradición, fue construida en el lugar de estancia de la Sagrada Familia durante su estancia en Egipto. La iglesia está dedicada a los santos mártires Sergio y Baco, soldados romanos, cuyas reliquias se guardan en esta iglesia.
La fiesta de la dedicación del templo se celebra el 7/20 de octubre.
La iglesia fue el lugar de la elección de numerosos patriarcas de la iglesia ortodoxa copta.

## Tradición
Según la Tradición de la iglesia local, el templo se sitúa donde la Sagrada Familia se refugió tres meses durante su estancia en Egipto. En las partes inferiores de la iglesia se halla una cripta sobre la cual se mantiene que fue donde vivía la Sagrada Familia. Sin embargo, las investigaciones geofísicas de la parte subterránea de la construcción contradicen a la tesis de que podría tratarse de la original «santa cripta», ya que probablemente fue construida después, en el siglo II. A la profundidad de cinco metros debajo del actual santuario los investigadores anotaron unas anomalías en reflejarse las ondas sísmicas, las cuales indican una posible existencia del techo de la cripta original enterrado a estas profundidad.
Justo antes de ingresar a la cripta se encuentra un pozo subterráneo en donde según la tradición toda la Sagrada Familia bebió agua.
En 1164 en el templo fue enterrado otro mártir de la iglesia copta, san Bashnouna (Bashnuna al-Maqari).

## Arquitectura
La iglesia mide 29,9 metros de longitud y 18,97 de anchura. Tiene tres cúpulas. El templo fue construido sobre un plano rectangular, en forma de una basílica con tres naves: la nave central mide 15,4 metros de altura y las naves laterales (nave del norte y nave del sur): 6,25 metros cada una, y con un nártex. La iglesia está orientada, con la nave principal cubierta con un tejado doble y las laterales cubiertas con un tejado plano, horizontal. El característico tejado del templo ha de recordar el Arca de Noé. Las naves están separadas por dos filas de columnas: once de ellas son hechas del mármol blanco y una del granito rojo. Por encima de la nave lateral hay dos pequeñas capillas dedicadas al culto personal y prácticas del ayuno antes de la Pascua; una de ellas está dedicada a los santos patrones de la iglesia, san Sergio y san Baco, y la otra a Abraham, Isaac y Jacob.
Algunas de las columnas contienen imágenes de santos. Los iconos representan escenas de la vida de Cristo, de la Virgen Maria y de los santos.
En la parte oriental del templo se encuentra un santuario separado de la parte principal por un higab, adornado con ébano y marfil, la parte más antigua de este santuario data al siglo XIII. El palio de madera sobre el altar del santuario se apoya en cuatro pilares y está adornado con escenas bíblicas, con la imagen del Pantocrátor y el Arcángel Gabriel, entre otros. El ábside detrás del altar adornan mosaicos de mármol.
El techo sobre el altar central, dedicado a los santos titulares del templo, tiene forma de una bóveda de cañón. Los santuarios laterales, el del norte dedicado al Arcángel Gabriel y el del sur dedicado al Arcángel Miguel tienen unas cúpulas poco profundas. En la parte noroeste está localizado el baptisterio de la iglesia.
En esta iglesia se encontraba antiguamente el altar más antiguo de Egipto; fue trasladado al Museo Copto perteneciente a la iglesia. Allí también se encuentran fragmentos del original ambón de madera.

## Museo Copto
A principios del siglo XX, se creó un museo adyacente a la iglesia. Dicho museo fue fundado en 1908 por el líder copto Marcus Simaik, con la aprobación del patriarca Cirilo V, su inauguración tuvo lugar en el año 1910. El Museo Copto se halla en la planta alta del antiguo monasterio y la entrada es por el vestíbulo del templo. Aparte de los anteriormente mencionados artefactos de la iglesia de los santos Sergio y Baco y otros muchos fragmentos arquitectónicos de los siglos XIII-XVI, en el museo se encuentran también códices medievales, iconos de la pintura medieval bizantina y utensilios de uso cotidiano, vestimentas y bisutería. En 1931 el museo fue nacionalizado por el estado.

## Milagro
Una de las columnas ubicada a la derecha de la entrada esta rodeada por un acrílico y un cartel indica que en el año 1967 el pilar comenzó a sangrar, fue el Papa Cirilo VI quien apoyó su dedo sobre el pilar, y este dejó de sangrar.
Actualmente se puede ver unas manchas más oscuras que parecen ser sangre y una mancha más blanca que sería el lugar donde el dedo del papa Cirilo VI se apoyó.